# Derectaotus maindroni
Derectaotus maindroni är en insektsart som först beskrevs av Lucien Chopard 1928.  Derectaotus maindroni ingår i släktet Derectaotus och familjen Mogoplistidae. Inga underarter finns listade i Catalogue of Life.